# مخطط سنيلين
مخطط سنيلين (بالإنجليزية Snellen Chart) هو مخطط لاختبار العين. يستخدم من قبل المتخصصين في رعاية العين واطباءالعيون لقياس حدة البصر . تمت تسمية المخطط باسم سنيلين نسبة إلى طبيب العيون الهولندي سنيلين هيرمان الذي طور المخطط في عام 1862. علماء الرؤية الآن استخداموا نوع من هذا المخطط، وهو مخطط صممه بيلي ايان. يحتوي على بعض الأحرف الأبجدية اللاتينية بمختلف الأحجام، ويطلب منك قراءتها من على مسافة معينة.

نموذج مخطط سيلين .يستخدم في اختبارات حدة البصر

## الأنواع
يوجد نوعين من لوحة مخطط سيلين :
- -نموذج لوحة سنلين التقليدي :على الرغم من تعدد الاختبارات والمقاييس التي تقيس حدة الإبصار إلا أن لوحة سنلن تعد الأوسع انتشارا وتفضيلا بين الكثير من أطباء العيون . وهي تتكون من قائمة صفوف من الحرف الهجائي الإنجليزي متدرجة الحجم من أعلى إلى أسفل .وصممت هذه اللوحة بطريقة حسابية بحيث يستطيع الإنسان الطبيعي أن يرى فتحات الحرف على بعد 6 أمتارمن اللوحة، وهذه العلامات رسمت بحيث أن حجمها يشكل زاوية مقدارها خمسة دقائق على البؤبؤ، وفتحة الحرف تشكل زاوية مقدارها دقيقة واحدة على البؤبؤ، كما وأن حجم العلامة يساوي 5 أمثال عرض الخط .ويعبر عن حدة الإبصار في صورة كسر اعتيادي يمثل قيمة البسط فيه المسافة بالمتر أو القدم بين المفحوص واللوحة، فإذا استطاع المريض رؤية العلامات وفتحاتها في الصف الأخير يقال أن حدة البصر لديه 6/6 أما إذا تمكن من قراءة السطر الذي قبله ولم يتمكن من قراءة السطر الأخير فإن حدة إبصاره هي 6/9 وهكذا كما يلي :6/6 ، 6/9 ، 6/12 ،6/18 ، 6/24 ، 6/36 ، 6/60 .

وعلى الرغم من انتشار لوحة سنيلين على نطاق واسع، إلا أن هناك شبه إجماع بين الباحثين على أنها تقتصر على مجرد قياس الحدة العامة.
- -نموذج لوحة سنلين المتطورة :هو نموذج مطور عن لوحة سنلين التقليدية، ولكن استخدمت فيها أحرف هجائية بدلا من استخدام حرف الـ E .وهي تتكون من قائمة صفوف أو سطور من الحروف الهجائية متدرجة الحجم من الأعلى إلى أسفل . حيث تبدأ الحروف في أعلى القائمة كبيرة، وتأخذ في الصغر تدريجيا حتى تنتهي إلى أقل حجم في أسفل اللوحة .
- قامت جامعة بافالو في الولايات المتحدة الأمريكية بتطوير نموذج مخطط سنيلين وجعله متوفرا على الشبكة العنكبوتية. والذي يحتوي على بعض الأحرف الأبجدية اللاتينية بمختلف الأحجام، ويطلب منك قراءتها من على مسافة معينة. ولمحاكاة هذا الاختبار على شاشة الحاسوب يمكن الاستعانة بأداة قامت جامعة بفلو في بتطويرها تدعى (IVAC). عند زيارة موقع الأداة سيطلب منك قياس خط ظاهر في الشاشة باستخدام المسطرة، ثم قم بقياس المسافة بينك وبين شاشة الحاسوب وإدخال هذه القيم في الأداة. بعدها ستظهر لك أحرف على الشاشة وبالضغط على زر أصغر تظهر أحرف أقل حجما وهكذا. وتذكر أنه خلال القيام بالاختبار عليك تغطية أحد عينيك لقياس حدة بصره.[1]

يوجد موقع آخر على الشبكة العنكبوتية يقدم نفس الخدمة ولكن يتطلب لعمله بكفاءة شاشة بحجم 15 أو 17 أو 19 إنش. عند استخدام الأداة عليك الوقوف أربعة أقدام بعيدا عن الشاشة، وحال عرض الأحرف عليك قراءتها إلى أن تواجه أحرف لا يمكنك قراءتها، هنا عليك التوقف لتظهر لك نتيجة الاختبار. عنوان الأداة: بالطبع كل هذه الأدوات المتاحة مجانا على الويب، لا تغني أبدا عن زيارة عيادة طبيب العيون في حال ما إذا كانت لديكم مشاكل بصرية معينة.